# 内田達也
内田 達也（うちだ たつや、1992年2月8日 - ）は、兵庫県宝塚市出身のプロサッカー選手。JFL・FCティアモ枚方所属。ポジションはミッドフィールダー、ディフェンダー。

## 来歴

### プロ入り前
地元・宝塚市のサッカー少年団を経て、ガンバ大阪ジュニアユースへ入団。高校生になるとガンバ大阪ユースへ昇格。中学時代から各年代の日本代表を経験し、代表チームでもディフェンスリーダーやキャプテンとして活躍し、2009年にはU-17日本代表として、チームメイトで1学年下の宇佐美貴史と共にU-17ワールドカップに出場した。

### ガンバ大阪
2010年にガンバ大阪のトップチームへ昇格。2011年5月21日、J1第12節アルビレックス新潟戦でJリーグ初出場を果たした。しかし、山口智や中澤聡太らがいたセンターバックのレギュラー争いに割って入れず、2012年までの3年間のリーグ戦出場数はわずか10試合に留まり、年代別の日本代表からも漏れた。
2013年、ポジション登録をMFに変更しボランチにコンバート。開幕当初は出場機会がなかったものの、代表組の遠藤保仁・今野泰幸が不在となった6月にボランチでスタメン起用される。二人が復帰した7月以降も、レギュラーの座を譲らず主に今野とダブルボランチを形成した。8月21日、J2第30節ガイナーレ鳥取戦でプロ入り初得点を決めた。
2014年は開幕当初こそスタメンでの起用が多かったものの、シーズン中盤以降は出番が減少した。11月には左膝靭帯損傷により全治8カ月と診断され、長期離脱となった。2015年、リーグ戦の出場はなかったが天皇杯で実戦復帰を果たした。

### 東京ヴェルディ
2016年12月28日、東京ヴェルディへ期限付き移籍で加入することが発表された。2017年2月26日、開幕戦の徳島ヴォルティス戦で移籍後初先発を果たした。11月19日、J2最終節の徳島ヴォルティス戦では決勝点を決めてプレーオフ進出に貢献した。2018年から東京ヴェルディへ完全移籍。
2019年12月、契約満了により退団。

### ザスパクサツ群馬
2020年、ザスパクサツ群馬に加入。10月14日、第26節FC琉球戦で移籍後初得点を決めた。
2022年2月20日、トレーニング中に負傷。顔面骨骨折で全治4-6週間の診断。回復してリーグ戦に復帰するが、同年6月5日のレノファ山口戦で負傷。右膝前十字靭帯損傷で全治6-8か月の診断を受け、シーズン後半を欠場した。
2023年11月18日、ザスパクサツ群馬は契約満了を発表した。

### FCティアモ枚方
2024年、FCティアモ枚方に移籍。

## プレースタイル・評価
身長はあまり高くないが、カバーリングや状況判断能力に優れたリベロタイプのセンターバック。ボール扱いが上手く、後方からのコーチングが特徴的で、キャプテンシーも持ち合わせている。

## 人物
- 2017年1月に入籍。2020年12月に第一子の長男が誕生した[12]。

## 所属クラブ
- 1999年 - 2003年 コニーリョ中山FC
- 2004年 - 2006年 ガンバ大阪ジュニアユース
- 2007年 - 2009年 ガンバ大阪ユース（兵庫県立宝塚東高等学校）
- 2010年 - 2017年 ガンバ大阪
  - 2017年 東京ヴェルディ（期限付き移籍）
- 2018年 - 2019年 東京ヴェルディ
- 2020年 - 2023年 ザスパクサツ群馬
- 2024年 - FCティアモ枚方

## 個人成績
| 国内大会個人成績 | 国内大会個人成績 | 国内大会個人成績 | 国内大会個人成績 | 国内大会個人成績 | 国内大会個人成績 | 国内大会個人成績 | 国内大会個人成績 | 国内大会個人成績 | 国内大会個人成績 | 国内大会個人成績 | 国内大会個人成績 |
| 年度             | クラブ           | 背番号           | リーグ           | リーグ戦         | リーグ戦         | リーグ杯         | リーグ杯         | オープン杯       | オープン杯       | 期間通算         | 期間通算         |
| 年度             | クラブ           | 背番号           | リーグ           | 出場             | 得点             | 出場             | 得点             | 出場             | 得点             | 出場             | 得点             |
| 日本             | 日本             | 日本             | 日本             | リーグ戦         | リーグ戦         | リーグ杯         | リーグ杯         | 天皇杯           | 天皇杯           | 期間通算         | 期間通算         |
| ---------------- | ---------------- | ---------------- | ---------------- | ---------------- | ---------------- | ---------------- | ---------------- | ---------------- | ---------------- | ---------------- | ---------------- |
| 2010             | G大阪            | 30               | J1               | 0                | 0                | 0                | 0                | 0                | 0                | 0                | 0                |
| 2011             | G大阪            | 30               | J1               | 5                | 0                | 0                | 0                | 2                | 0                | 7                | 0                |
| 2012             | G大阪            | 27               | J1               | 5                | 0                | 0                | 0                | 0                | 0                | 5                | 0                |
| 2013             | G大阪            | 27               | J2               | 33               | 1                | -                | -                | 2                | 0                | 35               | 1                |
| 2014             | G大阪            | 27               | J1               | 12               | 0                | 5                | 0                | 2                | 0                | 19               | 0                |
| 2015             | G大阪            | 27               | J1               | 0                | 0                | 0                | 0                | 2                | 0                | 2                | 0                |
| 2016             | G大阪            | 27               | J1               | 3                | 0                | 1                | 0                | 0                | 0                | 4                | 0                |
| 2017             | 東京V            | 17               | J2               | 41               | 2                | -                | -                | 1                | 0                | 42               | 2                |
| 2018             | 東京V            | 8                | J2               | 41               | 0                | -                | -                | 0                | 0                | 41               | 0                |
| 2019             | 東京V            | 8                | J2               | 15               | 0                | -                | -                | 1                | 0                | 16               | 0                |
| 2020             | 群馬             | 40               | J2               | 31               | 1                | -                | -                | -                | -                | 31               | 1                |
| 2021             | 群馬             | 6                | J2               | 39               | 0                | -                | -                | 3                | 1                | 42               | 1                |
| 2022             | 群馬             | 6                | J2               | 13               | 1                | -                | -                | 0                | 0                | 13               | 1                |
| 2023             | 群馬             | 6                | J2               | 38               | 1                | -                | -                | 0                | 0                | 38               | 1                |
| 2024             | 枚方             | 5                | JFL              | 22               | 0                | -                | -                | -                | -                | 22               | 0                |
| 2025             | 枚方             | 5                | JFL              |                  |                  | -                | -                |                  |                  |                  |                  |
| 通算             | 日本             | 日本             | J1               | 25               | 0                | 6                | 0                | 6                | 0                | 37               | 0                |
| 通算             | 日本             | 日本             | J2               | 251              | 6                | -                | -                | 7                | 1                | 258              | 7                |
| 通算             | 日本             | 日本             | JFL              | 22               | 0                | -                | -                | -                | -                | 22               | 0                |
| 総通算           | 総通算           | 総通算           | 総通算           | 298              | 6                | 6                | 0                | 13               | 1                | 317              | 7                |

| 2016   | G大23  | 27     | J3     | 14 | 1 | 14 | 1 |
| 通算   | 日本   | 日本   | J3     | 14 | 1 | 14 | 1 |
| 総通算 | 総通算 | 総通算 | 総通算 | 14 | 1 | 14 | 1 |

| 国際大会個人成績 | 国際大会個人成績 | 国際大会個人成績 | 国際大会個人成績 | 国際大会個人成績 |
| 年度             | クラブ           | 背番号           | 出場             | 得点             |
| AFC              | AFC              | AFC              | ACL              | ACL              |
| ---------------- | ---------------- | ---------------- | ---------------- | ---------------- |
| 2010             | G大阪            | 30               | 0                | 0                |
| 2011             | G大阪            | 30               | 1                | 0                |
| 2012             | G大阪            | 27               | 1                | 0                |
| 2015             | G大阪            | 27               | 0                | 0                |
| 2016             | G大阪            | 27               | 1                | 0                |
| 通算             | AFC              | AFC              | 3                | 0                |

- 2017年
  - J1昇格プレーオフ 1試合0得点
- 2018年
  - J1参入プレーオフ 1試合0得点

出場歴
- Jリーグ初出場 - 2011年5月21日 J1第12節 vsアルビレックス新潟 （万博記念競技場）
- Jリーグ初得点 - 2013年8月21日 J2第30節 vsガイナーレ鳥取（とりぎんバードスタジアム）

## タイトル

### クラブ
ガンバ大阪ジュニアユース
- 高円宮杯全日本ユース選手権(U-15)：1回（2006年）

ガンバ大阪ユース
- 日本クラブユース選手権(U-18)：1回（2007年）
- Jユースカップ：1回（2008年）

ガンバ大阪
- Jリーグ ディビジョン1：1回（2014年）
- Jリーグ ディビジョン2：1回（2013年）
- Jリーグカップ：1回（2014年）
- 天皇杯：2回（2014年、2015年）
- FUJI XEROX SUPER CUP：1回（2015年）

### 個人
- MBC国際ユース大会　最優秀選手賞（2005年）

## 代表歴
- U-14日本代表
- U-15日本代表
  - 2007年 - AFC U-16選手権・予選
- U-16日本代表
  - 2008年 - AFC U-16選手権
- U-17日本代表
  - 2009年 - FIFA U-17ワールドカップ
- U-18日本代表
- U-19日本代表
  - 2010年 - AFC U-19選手権